# 불 (음식)
불(프랑스어: Boule)은 프랑스의 빵 중 하나이다. 다른 프랑스 빵과 다르게, 이 빵은 구 모양이다. 빵의 이름은 프랑스어에서 공을 뜻하는 "Boule"에서 유래했으며, 한 프랑스 제빵사가 불란저 (Boulanger)라고 부른 것에서 유래했다는 설도 있다. 때때로 불에는 효모가 들어가기도 한다.

## 같이 보기
- 롤빵